# Mur (Skały Rożnowskie)
Mur – skała we wsi Rożnów w województwie małopolskim, w powiecie nowosądeckim, w gminie Gródek nad Dunajcem. Znajduje się nad wschodnim brzegiem Jeziora Rożnowskiego, pod względem geograficznym na Pogórzu Rożnowskim będącym częścią Pogórza Środkowobeskidzkiego. Do skały dochodzi się wąską drogą, początkowo szutrową, potem wykonaną z płyt betonowych, odbiegającą od drogi z Rożnowa do Gródka nad Dunajcem. Droga ta zaczyna się w odległości około 700 m od cmentarza w Rożnowie w kierunku Gródka nad Dunajcem.
Skała Mur ma postać skalnego muru o długości 16 m. Znajduje się w grupie Skał Rożnowskich pomiędzy Okrętem i skałą Nad Zachodem. Są w nim filary, okapy, komin, zacięcia i rysy. Zbudowany jest z piaskowca istebniańskiego. Są to gruboławicowe i gruboziarniste piaskowce przedzielone cienkimi warstwami piaszczystych mułowców zmieszanych ze zwęglonymi resztkami roślinnymi.

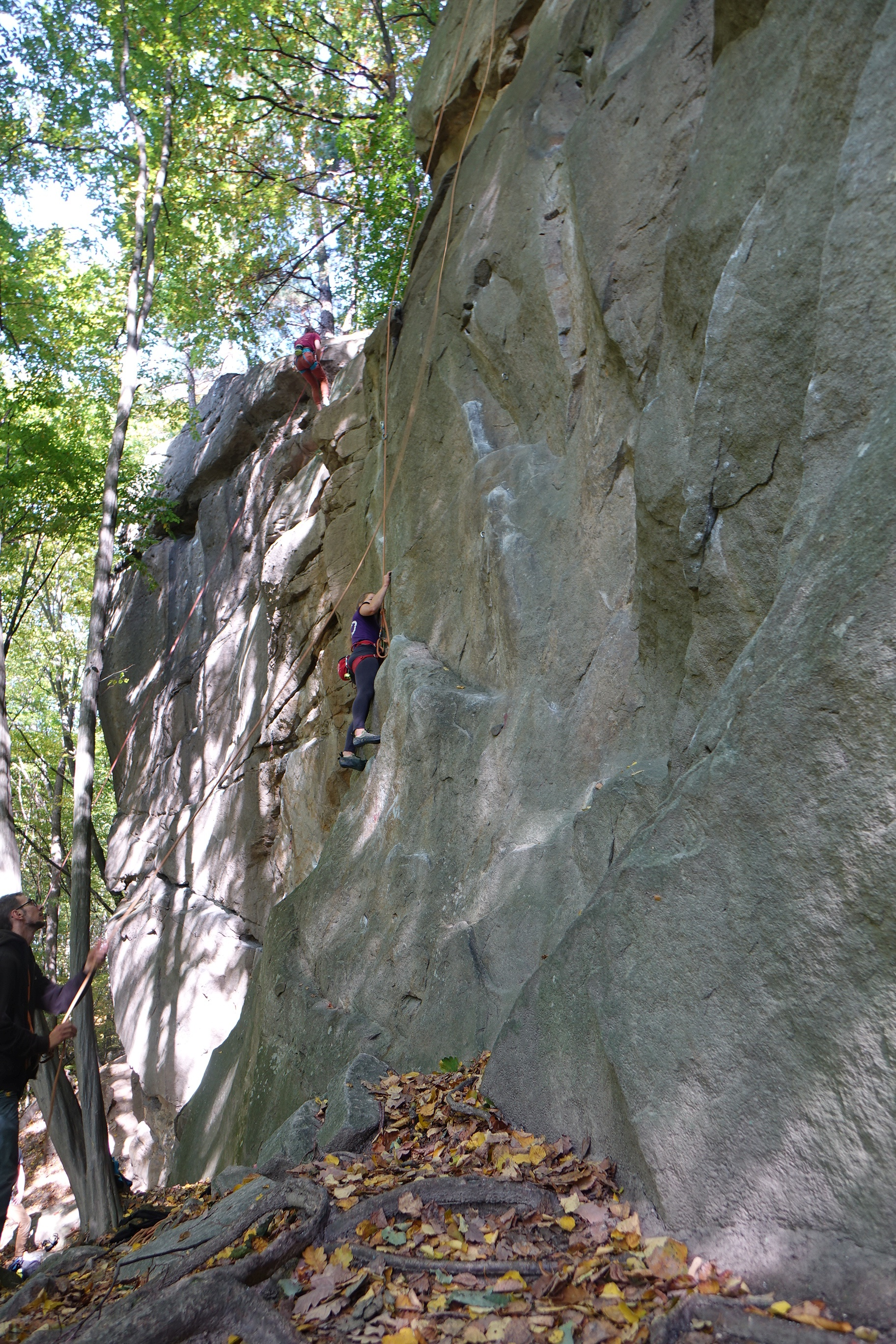
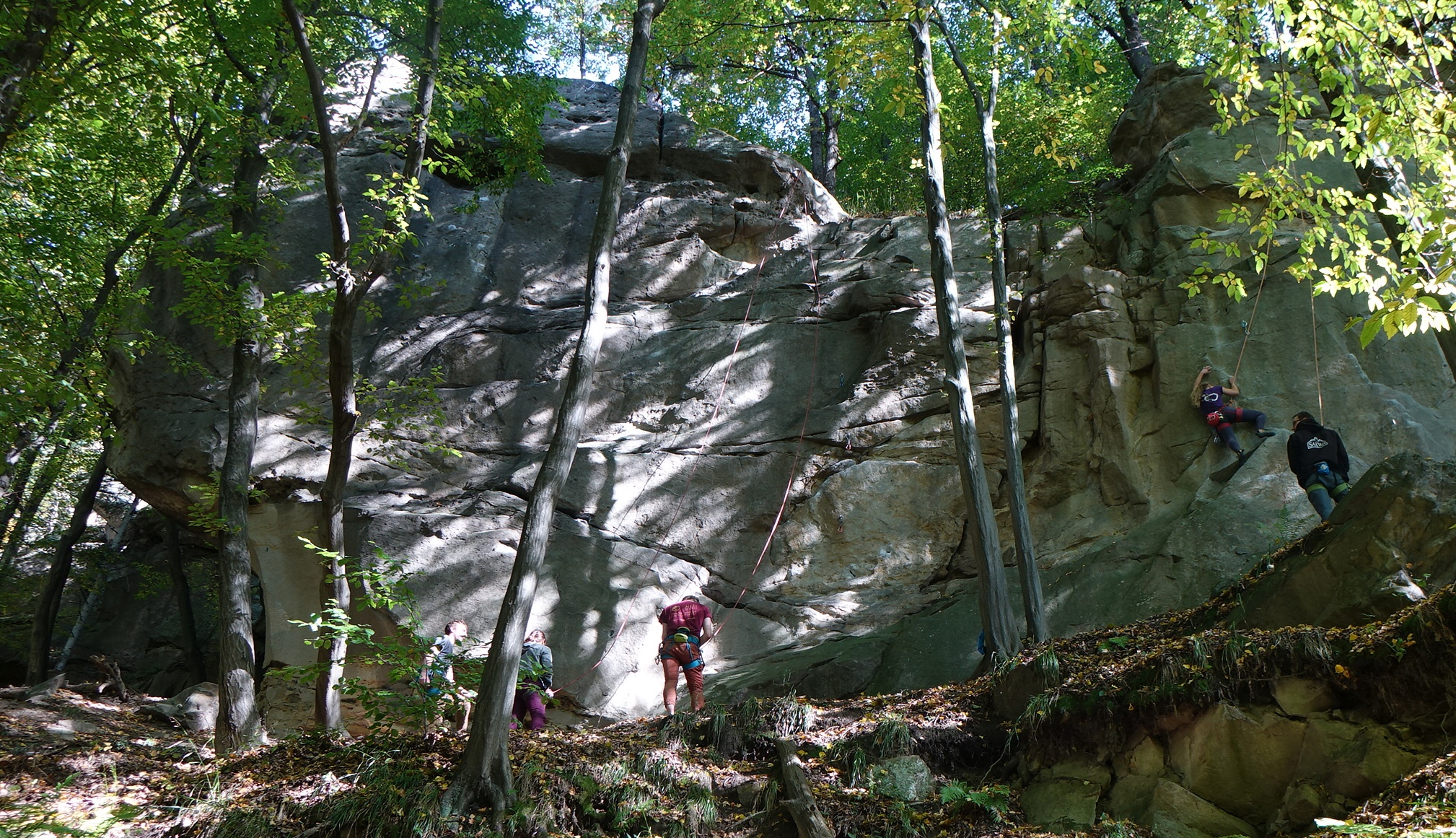
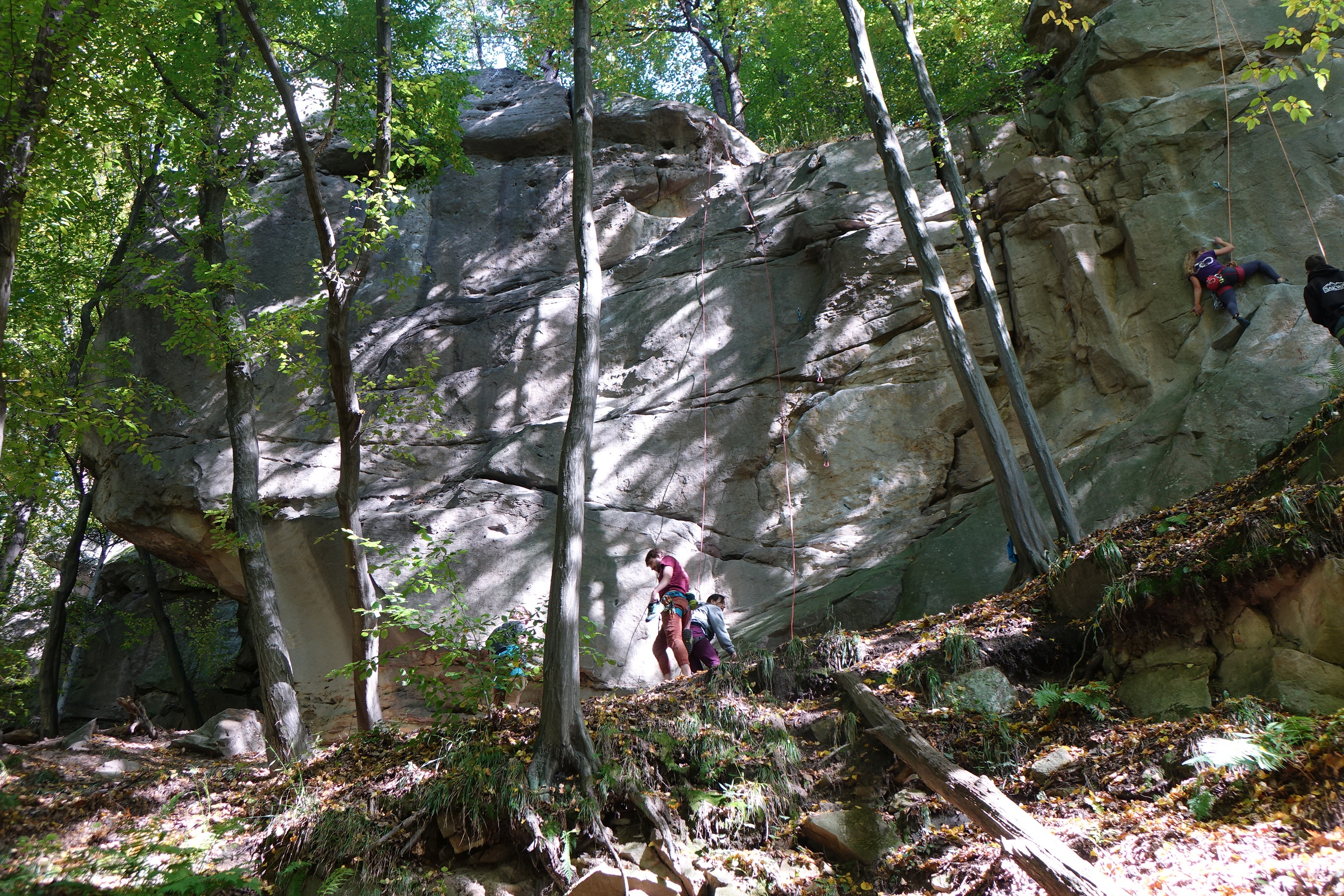
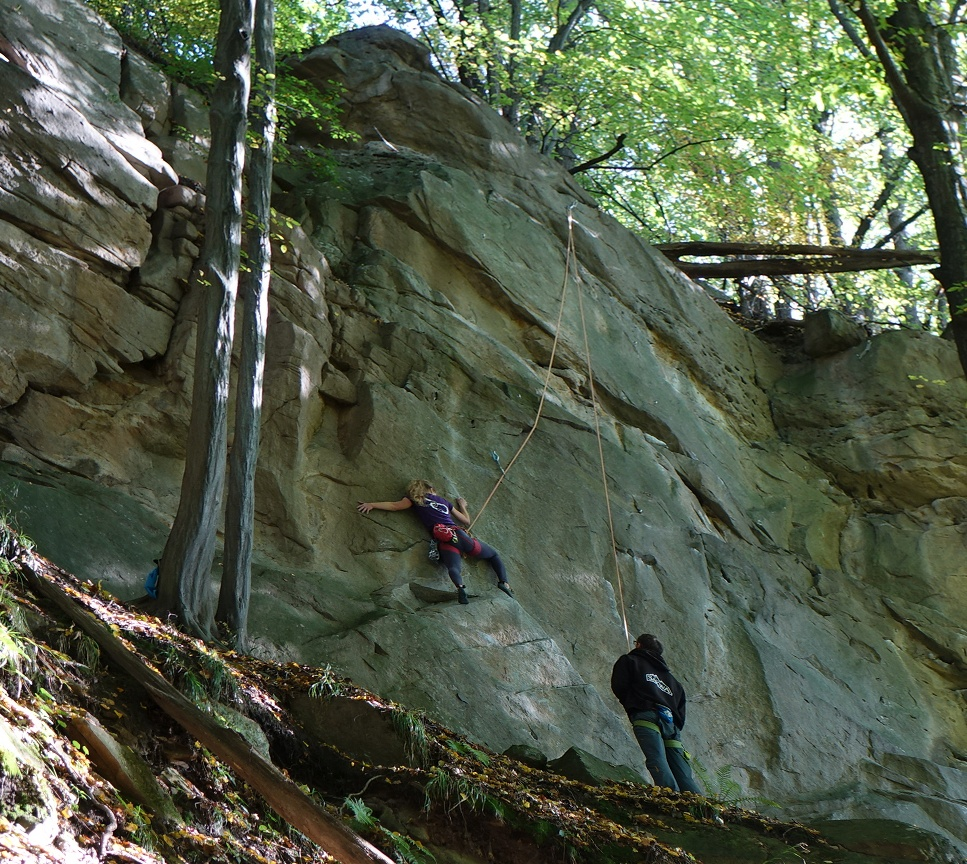

## Drogi wspinaczkowe
Mur jest obiektem wspinaczki skalnej, ale znajduje się na terenie prywatnym i wspinaczka dozwolona jest przy zachowaniu zasad ustalonych z właścicielem terenu. Jest na nim 13 dróg wspinaczkowych o trudności od V+ do VI.4 w skali polskiej. Na 11 zamontowano stałe punkty asekuracyjne: ringi (r) i stanowisko zjazdowe (st), na pozostałych wspinaczka na wędkę (w) lub tradycyjna (trad).

1. Prawym ograniczeniem okapu; VI.2+, 4r
2. Le collage; VI.3+/4, 5r + st
3. Meine liebe Strasse; VI.3+, 7r + st
4. Prostowanie Ojej; VI.1, 5r
5. Ojej; VI.1, 5r + st
6. Kotleciki; VI.2, 4r + st
7. Obły kominek; VI-, trad
8. Prostowanie trzech buczków; VI.1, 5r + st
9. Trzy buczki; VI, 4r + st
10. Warianty prostujące; VI+, 5r + st
11. Ściśle ostrzem filarka; V.5+, wędka
12. Dziurki; V+, 4r + st
13. Tele-echo; VI.2, 3r + st[1].